# Renato Corti
Renato Corti (ur. 1 marca 1936 w Galbiate, zm. 12 maja 2020 w Rho) – włoski duchowny katolicki, biskup pomocniczy Mediolanu w latach 1981–1990, biskup Novary w latach 1990–2011, kardynał od 2016.

## Życiorys
Święcenia kapłańskie otrzymał 28 czerwca 1959.

## Episkopat
30 kwietnia 1981 papież Jan Paweł II mianował go biskupem pomocniczym archidiecezji mediolańskiej, ze stolicą tytularną Zallata. Sakry biskupiej udzielił mu 6 czerwca 1981 ówczesny arcybiskup Mediolanu - kard. Carlo Maria Martini.
19 grudnia 1990 został mianowany biskupem ordynariuszem diecezji Novara.
24 listopada 2011 papież Benedykt XVI przyjął jego rezygnację z urzędu ordynariusza, złożoną ze względu na wiek.
9 października 2016 ogłoszono jego nominację kardynalską. Kreowany kardynałem prezbiterem San Giovanni a Porta Latina 19 listopada 2016. Z racji ukończenia 80. roku życia przed kreacją, nie miał uprawnień elektorskich.
Zmarł 12 maja 2020 w klasztorze w Rho koło Mediolanu.